# Jean-Pierre Granger
Jean-Pierre Granger (París, 11 de marzo de 1779-París, 1 de diciembre de 1840) fue un pintor francés.

## Biografía
Nacido en París el 11 de marzo de 1779,fue discípulo de David y de Regnault. Entre sus cuadros se encontraron Ganymede, Apollon et Cyparisse, Saint Charles Borromee, Homere et le berger Glaucus, Titus recevant les hommmages des Companiens, Phèdre et Hippolyte, Melantho, nymphe des mers, Jesus guerrissant les malades, Le Marechal de Boucicaut faisant lever le siége de Constantinople á Bajazet y Adoration des mages. Granger, amigo de Jean-Auguste-Dominique Ingres, falleció en 1840, el 1 de diciembre. Su hija Palmyre contrajo matrimonio con el escritor Paul Meurice.